# 絲鰭擬花鮨
絲鰭擬花鮨，又稱金擬花鱸、金花鱸、金擬花鮨，為輻鰭魚綱鱸形目鱸亞目鮨科的其中一個種。

## 分布
本魚分布於印度西太平洋區，包括紅海、南非、日本南部、澳洲、所羅門群島等海域。

## 深度
水深10至40公尺。

## 特徵
本魚體延長而側扁。吻短。眼中大，眼眶後緣無乳突。口較大，稍傾斜。上下頜齒細小，前端具犬齒。下及間鰓蓋骨下緣具鋸齒。體被小櫛鱗；側線完全，側線鱗數37至43枚；上頜具鱗；背鰭硬棘部有鱗片，偶鰭有腋鱗。有性別差異，幼魚及未成熟魚皆為雌性之橘紅色，成熟後若干雌魚會性轉變成雄魚；雄魚之體色淺綠色；胸鰭出現一紫色圓斑。背鰭連續，具硬棘10枚，軟條16至18枚，第3背鰭棘最長，雌雄皆延長如絲；臀鰭硬棘3枚，軟條7枚；腹鰭腹位，雄魚延伸至臀鰭，雌魚否；胸鰭軟條16至18枚；尾鰭彎月形，雄魚上下葉延長如絲。體長苦達12公分。

## 生態
常棲息在獨立之礁石峭壁處，社會階層行為明顯，小魚在下，雌魚在中，少數雄魚在最上層水域，以動物性浮游生物為主食。生殖行一夫多妻制，產浮游卵，雄魚死亡後才會有雌魚依序遞補。

## 經濟利用
為美麗的觀賞魚，但甚難飼養，很少人食用。